# Aichatou Ousmane Issaka
Aichatou Ousmane Issaka est une directrice adjointe du travail social à l'hôpital militaire de Niamey au Niger. Elle est l'une des premières femmes militaires au Niger. Elle reçoit, en 2016, le prix de l’ONU en tant que « défenseur militaire du genre de l’année »,.
Le 29 mars 2017, elle reçoit de la première dame des États-Unis Melania Trump et du sous-secrétaire d’État aux Affaires politiques Thomas A. Shannon, le prix international de la femme de courage pour son action pour la restauration de la paix.